# Finnøya (Hamarøy)
Finnøya (lulesamisk: Dirvik, lulesamisk historisk: Dirvvek) er en ø i Hamarøy kommune i Nordland fylke i Norge. Øen ligger nordvest for bebyggelsen Innhavet med Sagfjorden i syd, Kaldvågfjorden i nordvest og fjorden Innhavet i nordøst. Med et areal på 67,88 km² er Finnøya Norges 60. største ø. Der var 75 indbyggere på øen i 2001. På østsiden ligger øens højeste punkt, Straumfjellet, som er 436 meter over havet.
Fylkesvej 662  går langs sydkysten af Finnøya, og giver forbindelse til fastlandet og Europavej E6  via bro over Røttangsstraumen. Sagfjord kirke ligger i bebyggelsen Karlsøy.